# Шелест Тарас Анатолійович
Тарас Анатолійович Шелест (нар. 3 лютого 1980) — російський футболіст українського походження, виступав на позиції півзахисника.

## Кар'єра гравця
Вихованець футбольної школи московського «Спартака». Професіональну кар'єру розпочав у 1999 році у «Спартаку-Чукотка», який виступав у Другому дивізіоні. Надалі грав у красноярському «Металургу». Після цього грав у латвійському «Металургсу» з Лієпаї. У 2002 році виступав у сибірських командах «Том» та «Кузбас-Динамо». З 2003 до 2005 року виступав в «Орлі». У січні 2006 року вирушив на перегляд до московського «Динамо», проте клубу не підійшов. Того ж року перебрався до грозненського «Терека». 2008 року виступав в оренді за хабаровську «СКА-Енергію».

## Особисте життя
Син тренера Анатолія Шелеста. Часто грав за клуби, де батько працював тренером.

## Досягнення
«Спартака-Чукотка»
- Другий дивізіон Росії, зона «Центр»
  -  Чемпіон (1): 1999

«Орел»
- Другий дивізіон Росії, зона «Центр»
  -  Чемпіон (1): 2003